# 埃里克十二世
埃里克·马格努松（Erik Magnusson，1339年—1359年6月21日)，即瑞典国王埃里克十二世。他与巴伐利亚公爵路易四世的女儿貝亞特麗絲结婚，于1356年发动对抗其父馬格努斯四世的起义，在1356至1359年统治瑞典南部和芬兰。

## 生平
埃里克·马格努松是瑞典國王马格努斯四世（同时是挪威国王马格努斯七世）的长子。1343年因统治受阻，马格努斯七世和挪威贵族们达成协议，立次子哈康·马格努松为挪威国王，即哈康六世，自己则担任摄政。同年稍后埃里克·马格努松被宣布为瑞典王位继承人。1355年，哈康六世亲政，而埃里克·马格努松并未获得权力，而马格努斯四世对名声不佳的宠臣Bengt Algotson的提拔也让埃里克·马格努松非常不满。1356年，马格努斯四世的高征税政策引起了某些贵族不满，他们拥护埃里克·马格努松为瑞典-芬兰国王，发动反抗其父亲的起义。
到1357年止，埃里克十二世已经控制了瑞典南部和芬兰，马格努斯四世被迫接受和埃里克十二世分治瑞典的提议。马格努斯四世很快就后悔，和妻子一起前往丹麦，以割让斯科讷为条件求助于丹麦国王瓦爾德瑪四世。很快埃里克十二世就占领了斯科讷，马格努斯四世无功而返，和埃里克十二世达成了和平协议，1359年瑞典重新统一。不久埃里克十二世和他的妻子就都去世。埃里克十二世临死之前认为是母亲毒死了他，一般则认为他死于瘟疫。